# Fort Le Boeuf

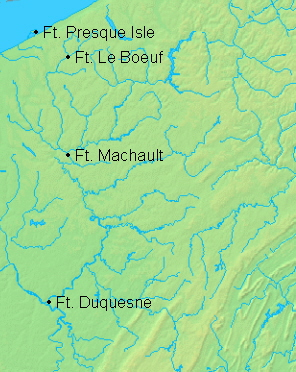
Den franska försvarslinjen från Fort Presque Isle till Fort Duquesne.

Fort Le Boeuf (franska: Fort de la Rivière au Bœuf) var en skans som anlades sommaren 1753 av Nya Frankrike vid vad som nu är Waterford, Pennsylvania. 

## Försvarslinje
Fortet var en del av den försvarslinje, vilken även omfattade Fort Presque Isle, Fort Machault och Fort Duquesne, som hade till uppgift att skydda Venangoleden vilken förband Ohiolandet med Ontariosjön.

## Undergång
Sedan brittiska trupper 1759 erövrat Fort Niagara övergav fransmännen Fort de la Rivière au Bœuf. Det är oklart om de brände skansen och om britterna sedermera hade något militärt  etablissemang där.